# General Todorov
General Todorov (bulgariska: Генерал Тодоров) är ett distrikt i Bulgarien.   Det ligger i kommunen Obsjtina Petritj och regionen Blagoevgrad, i den sydvästra delen av landet, 140 km söder om huvudstaden Sofia.
Trakten runt General Todorov består i huvudsak av gräsmarker. Runt General Todorov är det ganska tätbefolkat, med 80 invånare per kvadratkilometer.